# Munidopsis vaillantii
Munidopsis vaillantii is een tienpotigensoort uit de familie van de Munidopsidae. De wetenschappelijke naam van de soort is voor het eerst geldig gepubliceerd in 1881 door A. Milne Edwards.